# Humberto Gatica
Humberto Gatica (Rancagua, 18 de marzo de 1951) es un productor discográfico e ingeniero en sonido chilenoestadounidense radicado en los Estados Unidos.  
Conocido por su trabajo con Julio Iglesias, Celine Dion, Chicago, Michael Jackson, Luis Miguel, Barbra Streisand, Andrea Bocelli, Josh Groban, Michael Bublé, Alejandro Sanz, La Ley,  Olga Tañón, entre otros, ha ganado ocho premios Grammy y cinco premios Grammy Latinos durante su trayectoria musical, incluyendo un premio especial de la Academia Latina de Artes y Ciencias de la Grabación por su contribución a la industria musical.

## Biografía
Humberto Gatica nació en Rancagua en 1951, hijo de Humberto Gatica, y por tanto sobrino de los cantantes Lucho y Arturo Gatica. Tras la muerte de su padre, cuando Humberto tenía 9 años, su madre se trasladó a trabajar al norte de Chile y él vivió con su abuela en la casa de calle Bueras 70, en el centro de Rancagua. En febrero de 1968, tras la muerte de su abuela, emigró a Los Ángeles, Estados Unidos. En esa ciudad, luego de trabajar por un tiempo como estacionador de autos, comenzó una carrera como asistente en el estudio MGM, gracias a las gestiones de su tío Lucho.
Posteriormente comenzó a trabajar con David Foster, con quien produjo numerosos álbumes. En 1985 ganó su primer Grammy al «mejor arreglo para álbum, no clásica» con el álbum Chicago 17 de la banda Chicago. Ha realizado producciones para artistas como Cher, Céline Dion («My Heart Will Go On»), Josh Groban, Michael Bublé, Andrea Bocelli, Air Supply, Julio Iglesias,  Roxette, Tina Turner, Michael Jackson (con quien trabajó en Thriller), Marie Osmond, Barbra Streisand y Mariah Carey. También trabajó en «We Are the World» de la superbanda USA for Africa y produjo una versión de «Gracias a la vida» en 2010, junto a Juanes, Alejandro Sanz, Laura Pausini, Juan Luis Guerra, Shakira y Michael Bublé por el terremoto que azotó a Chile en febrero de ese año.
Ha sido jurado internacional del Festival de Viña del Mar en 2000, 2005 y 2019. En esta última ocasión dirigió un homenaje a su tío Lucho Gatica, fallecido en 2018, donde recibió a su nombre la «gaviota de platino».
Gatica está casado con Beverly Gatica.

## Premios y reconocimientos

### Premios Grammy
- 1984: Best Engineered Recording, Non Classical: Chicago 17 - Chicago
- 1987: Best Engineered Recording, Non Classical: Bad - Michael Jackson
- 1996: Album of the Year, Falling into You - Céline Dion
- 1998: Record of the Year, «My Heart Will Go On (Love Theme from Titanic)» - Céline Dion
- 2000: Best Latin Rock/Alternative Performance, Uno - La Ley
- 2007: Best Traditional Pop Vocal Album: Call Me Irresponsible - Michael Bublé
- 2009: Best Best Traditional Pop Vocal Album, Michael Bublé Meets Madison Square Garden - Michael Bublé
- 2010: Best Traditional Pop Vocal Album, Crazy Love - Michael Bublé

### Premios Grammy Latinos
- 2002: Mejor álbum de merengue, Yo por ti - Olga Tañón
- 2002: Mejor álbum de rock vocal por un dúo o grupo, MTV Unplugged - La Ley
- 2002: Álbum del año, MTV Unplugged - Alejandro Sanz
- 2002: Grabación del año, «Y sólo se me ocurre amarte» - Alejandro Sanz
- 2004: Mejor álbum de rock vocal por un dúo o grupo, Libertad - La Ley